# Моторное познание
Мото́рное позна́ние — понятие подразумевающее познание, воплощённое в действии. Моторное познание находится на стыке психологии, нейрофизиологии и нейробиологии.

## Общие сведения
Моторная система участвует в том, что обычно рассматривается как умственная обработка, включая те процессы социального взаимодействия. Основная единица моторной парадигмы познание — действие, выраженное перемещением, для удовлетворения определённой моторной цели, или в реакции на значимое событие в физических и социальных средах.
Моторное познание принимает во внимание подготовку и производство действий, а также процессов, участвующих в распознавании, предсказании, имитации и понимании поведения других людей. Эта парадигма получила большое внимание и эмпирическую поддержку в последние годы со стороны множества грандов исследования, включая психологию развития, познавательную (когнитивную) нейробиологию и социальную психологию.

## Сцепление «действие — восприятие»
Идея непрерывности, существующей между различными аспектами моторного познания не нова. Фактически, эту идею можно проследить и до появления работы американского психолога Уильяма Джеймса и увидеть позже, у американского нейрофизиолога и лауреата Нобелевской премии Роджера Сперри. Сперри утверждал, что цикл действия восприятия — фундаментальная логика нервной системы. Восприятие и процессы действия функционально переплетены: восприятие — средство для действия, и действие — средство для восприятия. Действительно, позвоночный мозг развился для управления моторной деятельностью с основной функцией преобразования сенсорных образцов в образцы моторной координации.
В последнее вовремя возросло количество эмпирических доказательств в познавательной психологии, психологии развития, познавательной нейробиологии, когнитивистики, а также в социальной психологии, которые демонстрируют, что восприятие и действие разделяют общие вычислительные кодексы и основную нервную архитектуру. Эти доказательства были собраны в «общей кодирующей теории», выдвинутой Вольфгангом Принцем и его коллегами в Институте Макса Планка — Институте Человеческих Познавательных и Мозговых Наук в Лейпциге, Германия. Эта теория требует паритета между восприятием и действием. Его основное предположение — то, что действия закодированы с точки зрения заметных эффектов (то есть, периферические перцепционные события), которые действия должны произвести. Выполнение движения под собой подразумевает двунаправленную ассоциацию между моторным образцом, который оно произвело и сенсорные влиянием, которые оно оказывает. Такая ассоциация может тогда использоваться в обратном направлении, чтобы восстановить движение, ожидая его эффекты. Эти кодексы восприятия/действия также доступны во время наблюдения действия. Другие авторы предлагают новое понятие филогенетического и онтогенетического происхождения действия, понимая, что это использует моторную систему; так называемая моторная гипотеза познания. Она заявляет, что моторное познание предоставляет и человеку и нечеловеческим приматам прямое, предрефлексивное понимание биологических действий, которые соответствуют их собственному каталогу действия.
Открытие зеркальных нейронов в брюшной предмоторной и париетальной коре обезьяны макаки, которая выполняет целенаправленное действие. И когда макака наблюдает за тем же самым действием, выполненным другим индивидуумом, предоставляет нейрофизиологические свидетельства прямого соответствия между актом восприятия и актом действия. Пример такого сцепления — непринужденность, с которой люди могут произвести речевой повтор, когда их просят повторить слова, которые те слышат в наушниках.
В людях была качественно зарегистрирована общая нервная активация во время наблюдения действия и его исполнения. Множество функциональных исследований нейроотображения, используя функциональную магнитно-резонансную томографию (fMRI), томографию эмиссии позитрона и магнитную энцефалограмму продемонстрировало, что моторный механизм резонанса в предмоторной и задней париетальной коре происходит, когда участники наблюдают или производят направленные действия цели. Такую моторную систему резонанса, кажется, трудно телеграфировать, или по крайней мере функциональная это ещё очень рано.

## Общие представления о действиях своих и чужих
Общая теория кодировки также заявляет, что восприятие действия должно активировать представления о степени действия до такого уровня, где воспринятое и представленное действие подобны. Также, этими представлениями люди могут делиться между собой. Действительно, значение данного объекта, действие или социальная ситуация могут быть характерны для нескольких человек и активировать соответствующие распределенные образцы нервной деятельности в мозге каждого из них соответственно. Существует впечатляющее число поведенческих и нейрофизиологических исследований, демонстрирующих, что у восприятия и действия есть общее нейронное кодирование и что это приводит к общим представлениям между собственными действиями и действиями других, которые могут привести к массе явлений, таких как эмоциональное заражение, сочувствие, социальная помощь и понимание мышления других людей.

## Моторное воспламенение
Одно из следствий функциональной эквивалентности между восприятием и действием — то, что наблюдение действия, выполненного другим человеком, облегчает более позднее воспроизводство того же действия наблюдателем. Например, в одном исследовании, участники выполняли движения рукой, наблюдая за роботом или другим человеком, производящим те же самые или качественно отличающиеся движения руки. Результаты показывают, что наблюдение за другим человеком, делающим несоответствующие движения, мешает выполнению самого движения, но наблюдение роботизированной руки, делающей несоответствующие движения, не мешает движениям.

## Моторное познание и понимание психического состояния
У людей есть тенденция интерпретировать действия других относительно базовых психических состояний. Один важный вопрос — может ли механизм действия восприятия соответствовать и его продукту, совместно использовать моторные представления, считать (или до какой степени это возможно) и приписывать психические состояния другим людям (часто дублируемая теория механизма ума). Некоторые авторы предположили, что совместно используемая сеть представлений, которая происходит от механизма соответствия действия восприятия, может поддерживать приписывание психического состояния посредством тайного (то есть, неосознанного) умственного моделирования. Напротив, некоторые другие ученые утверждали, что зеркальная система и теория системы ума — два отличных процесса, и вероятно, первый не может объяснить понимание психического состояния.

## Познание и действие
Понять отношение между познанием и действием пытались такие учёные как Cherie L. Gerstadt, Yoon Joo Hong и Adele Diamond (Черри Л.Герштадт, Юн Джу Хонг, Адель Даймонт) из Университета Пенсильвании провели тест СТРУП «Stroop» как вид круглосуточного теста; по этому тесту они протестировали детей в возрасте 3,5 −7 лет. Они протестировали сто шестьдесят детей на задаче, которая требовала сверх-нагрузки плюс изучение и запоминание двух правил. Они обнаружили, что у детей в возрасте 3,5 — 4,5 года показатель задержки ответа был меньше, чем у более старших. Трое учёных пришли к заключению, что требование учиться и помнить два правила самого по себе недостаточно, чтобы составлять низкую производительность у маленьких детей.

## Социальная помощь
Факт, что наблюдение за действием может вызвать подобную ответную реакцию в наблюдателе, и что степень, с которой наблюдаемое действие облегчает подобный ответ у наблюдателя, пролила некоторый свет на явление, названное социальной помощью, описанное вначале Робертом Зэджонком, который объясняет посредством демонстраций, что присутствие других людей может затронуть отдельную работу и помешать ей. Множество исследований продемонстрировали, что наблюдение эмоций и выражения лица побуждает наблюдателя отрезонировать состояние другого человека. Моторные представления активируют связанные автономные и телесные ответы, которые происходят от наблюдаемой цели.

## Рассуждение
Ряд экспериментов продемонстрировал взаимосвязь между моторным опытом и рассуждениями более высокого уровня. К примеру, хотя большинство людей активируют визуальные процессы, когда перед ними ставятся пространственные задачи, такие как умственные задачи вращения, моторные эксперты отдают предпочтение моторным процессам, чтобы выполнить те же самые задачи с более высокой эффективностью работы. Взаимосвязанное исследование показало, что моторные эксперты используют подобные процессы для умственного вращения частей тела и многоугольников, тогда как неспециалисты рассматривали эти стимулы по-другому. Эти результаты не были получены на почве попадания в тупик или из-за замешательства, что подтверждено учебным исследованием, которое показало умственные улучшения при работе над вращением после моторного обучения на протяжении года, по сравнению с применением средств контроля. Подобные образцы (паттерны, рисунки) были также найдены в рабочих задачах памяти, связанных со способностью помнить движения, даже когда внезапно их прерывают вторичной словесной задачей посредством применения контроля (элемент задачи на моторику, применяемый моторными экспертами) Можно предложить, что различные процессы участвуют и сохраняют движения в зависимости от моторного опыта, а именно словесного для функции контроля, и моторной для экспертов.

## Зеркальные нейроны
Исследования в социальной нейробиологии рассматривают зеркальные нейроны и с ними связанные системы, как возможное неврологическое основание, для социального познания определённых факторов, как моторное познание. Так, у шимпанзе (наиболее близкое по развитию существо к человеку), резко активируются зеркальные нейроны, когда обезьяна замечает, что другая обезьяна или человек выполняет физические действия как: схватывание, держание или удар. Области зеркальных нейронов: в вентральной премоторной, дорсальной премоторной и внутрипариетальной коре, как обнаружено, активировались в людях при наблюдаемых аналогичных ситуациях, когда человек выполняет не просто действие, но вообще не ограничивает себя вышеупомянутыми физическими задачами. Зеркальные нейроны активируются автоматически  и это проходит вне процесса распознавания простых физических действий. Считается, зеркальные нейроны являются причиной, почему человек в состоянии предположить и понять действия другого человека.
Исследования fMRI позволили собрать доказательства того, что зеркальные нейроны ответственны за «Медосмотр самоотображения». В исследованиях, где участники должны были определить свое лицо, правильные полусферические зеркальные нейроны, активировавшись, указали на ответственную роль способности представлять собственные физические действия/состояния. И те же самые области также срабатывают, когда человек рассматривает других людей, выполняющих физические действия, такие как схватывание или разрыв. Эта активация подразумевает, что существует уникальная нервная связь, продолжающая существование для самого человека. Таким образом, система зеркальных нейронов допускает существование моста между самими человеком и действиями других людей. Это рассматривалось теоретически, чтобы позволить распознать и понять намерения или цели других индивидуумов. Исследование А.Спанта и Либермена (2013) использовало исследование fMRI, чтобы наблюдать работу зеркальных нейронов в мозге. Участники смотрели видео, демонстрирующее различные действия, выполняемых под высоким или низким познавательным напряжением. Во время просмотра, им приказали наблюдать, почему действие выполнялось, какое действие выполнялось, или как действие выполнялось. Конечный результат представил прямые свидетельства активации и — что ещё более важно — наличие автоматизма нейронов зеркал в дорсальной премоторной коре, вентральной премоторной коре и предшествующей внутрипариетальной борозде.
Хотя есть множество доказательств, которые указывают, что зеркальные нейтроны активируются в ситуациях, где каждый анализирует себя по отношению к действиям других, всё ещё длятся дебаты относительно того, должны ли эти активации интерпретироваться как намеренное понимание. Шеннон Сполдинг (2013) утверждает, что нейробиологи, которые рассматривают зеркальные нейроны как физиологический ответ на социальное познание, неправильно истолковывают свои результаты и не используют правильные философские определения цели и намерения. Вместо того, чтобы быть взаимозаменяемыми или одно приводить к другому, Шеннон Сполдинг утверждает, что о них нужно думать как о двух отдельных действиях.
Открытие связи между зеркальными нейронами и социальным познанием обеспечивает дальнейшие связи с неврологическим основанием, нашедшим отклик и в других социальных явлениях, таких как социальная теория обучения, сочувствие и наблюдательное изучение.